# Mouna-Hodan Ahmed
Mouna-Hodan Ahmed (sinh năm 1972) là một nhà văn ngườiDjibouti, một trong số ít các nhà văn nữ trong nước. Sinh ra trong một gia đình có năm người con, bà đã hoàn thành chương trình tiểu học và trung học ở Djibouti trước khi theo đuổi giáo dục đại học ở Pháp. Sau đó, bà trở về quê hương để dạy học. Cuốn tiểu thuyết đầu tiên của bà, Les enfants du khat, được xuất bản năm 2002.